# Volodimiro
Volodimiro és una òpera en tres actes composta per Domenico Cimarosa sobre un llibret italià de Giandomenico Boggio. S'estrenà al Teatro Regio de Torí el carnestoltes de 1787.
A propòsit d'aquesta òpera, Florino narra una divertida anècdota. A Torí, el cerimonial de la cort establia que, quan el sobirà assistia a la funció, aquesta no podia durar més temps del reglamentari. A l'assaig general, que aleshores es deia concerto generale, va assistir un camarlenc que mesurava la durada l'espectacle, costum abolida després per Carles Albert. El Volodimiro durava cinc minuts més del que estava previst, però Cimarosa es va negar a tallar un fragment que, segons el camarlenc, era massa llarg. Finalment, Víctor Amadeu III, graciosament, els va concedir. El final de la història l'explica Mercadante, qui va conèixer el succés per un familiar del camarlenc minutaire. Quan Cimarosa s'estava acomiadant de Víctor Amadeu, aquest li va desitjar bon
viatge i li va recomanar prudència, ja que en aquella època els assalts en els camins eren freqüents. Cimarosa, que tenia justificada fama d'home irònic, li va respondre que els lladres poc podrien robar-li a un pobre mestre de música, «sempre senza un quattrino», com diu Don Basilio, a menys que tinguessin la intenció de robar-li aquests cinc minuts de música que el sobirà li havia graciosament regalat.